# Velinga kyrka

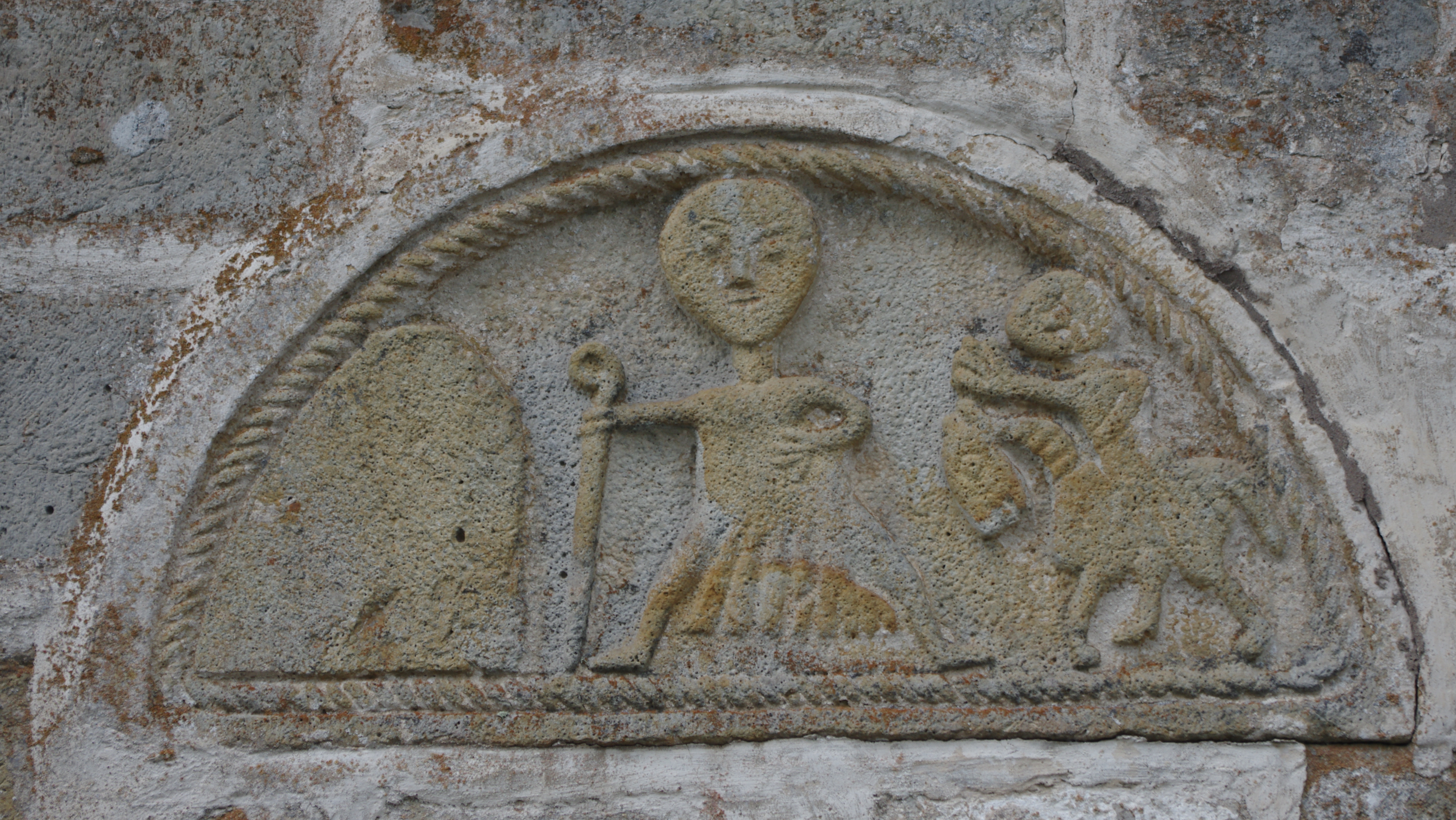
Ovanför portalen vid koret finns en tympanon från 1100-talet föreställande en biskop och en ridande man.

Velinga kyrka är en kyrkobyggnad som sedan 2010 tillhör Hökensås församling (tidigare Velinga församling) i  Skara stift. Den ligger i Velinga i Tidaholms kommun.

## Kyrkobyggnaden
Velinga kyrka uppfördes troligtvis någon gång på 1100-talet i romansk stil. Vid en inventering år 1585 var kyrkan fallfärdig och rustades upp. År 1686 tillkom den pampiga klockstapeln med storklockan på290 kg från 1748 och lillklocka på 211 kg från år 1862. År 1752 genomfördes en renovering och ombyggnad av kyrkan då korpartiet fick sin tresidiga avslutning. Vapenhuset i trä på kyrkans västra gavel byggdes år 1810 och är kyrkans huvudingång.
I söder ovanför koret finns en tympanon från 1100-talet som anses utförd av Ottravadsmästaren. Motivet föreställer en biskop och en ridande man. Inne i kyrkan ovanför samma portal finns kyrkans andra tympanon som också är från tidig medeltid. Motivet är en man sittande med höger hand lyft som välsignelse i tympanonens mitt och på var sin sida om honom knäböjer två män. En tolkning av motivet är att mannen i mitten är Kristus eller Gud och de båda männen är Kain och Abel. På den norra väggen, bakom predikstolstrappan, finns en stor gravsten inmurad som återger sen korsfäste Jesus och därunder häradshövdingen Tyres Gunnarsson och hans hustru Anna Andersdotter Stille. Häradshövdingen Gunnarsson, som avled 1687, har sin familjegrav i gravkammaren under kyrkans golv.

## Inventarier
- Dopfunten är från 1100-talet.
- Predikstolen i barockstil från 1776 är snidad av Johan Ullberg den yngre från Velinga.
- Altaruppsatsen i barockstil från 1776 är tillverkad av Johan Ullberg den yngre. I altaruppsatsens mitt finns en snidad bild av den korsfästne Jesus och ovanför denna finns symbolen för den Heliga Treeinghet - den liksidiga triangeln. I triangeln finns ordet Jahve, skrivet på hebreiska.
- En primklocka från den katolska tiden är upphängd i korpartiet.
- Nattvardskärlen är från mitten av 1800-talet liksom nummertavlorna.
- Silver- och malmljusstakarna tillkom vid 1800-talets mitt.
- Velinga kyrka har tre ljuskronor, två är inköpta i Jönköping 1791 och den tredje tillkom 1874.
- Orgeln på 8 stämmor anskaffades år 1888 och renoverades senast 1972.
- Mässhaken av röd sammet är tillverkades år 1670, men tyget den fodrades med är från en äldre mässhake av blå sidendamast, som troligen blivit vävd på 1500-talet.
- Ett epitafium som hänger på södra väggen skänkts av Tyres Gunnarsson. Tavlan visar överst Kristi gravanläggning och därunder en bild av donatorn och dennes familj.
- Ett tremastat votivskepp från 1600-talet och som bekostat av Tyre Gunnarsson hänger i taket framför orgelläktaren.
- Två mässhakar från 1960-talet, en av dem har tillverkats av Agda Österberg i Varnhem 1963.
- En altarbrun och en röllakansmatta som är placerade framför koret är tillverkade av Agda Österberg.
- Velinga kyrka har tre bevarade kungsringningskors som utgjorde budkavle mellan socknens gårdar när ett kungligt dödsfall inträffat och kungsringning skulle ske. Det äldsta av korsen användes första gången vid Karl XI:s död 1697.

## Bilder

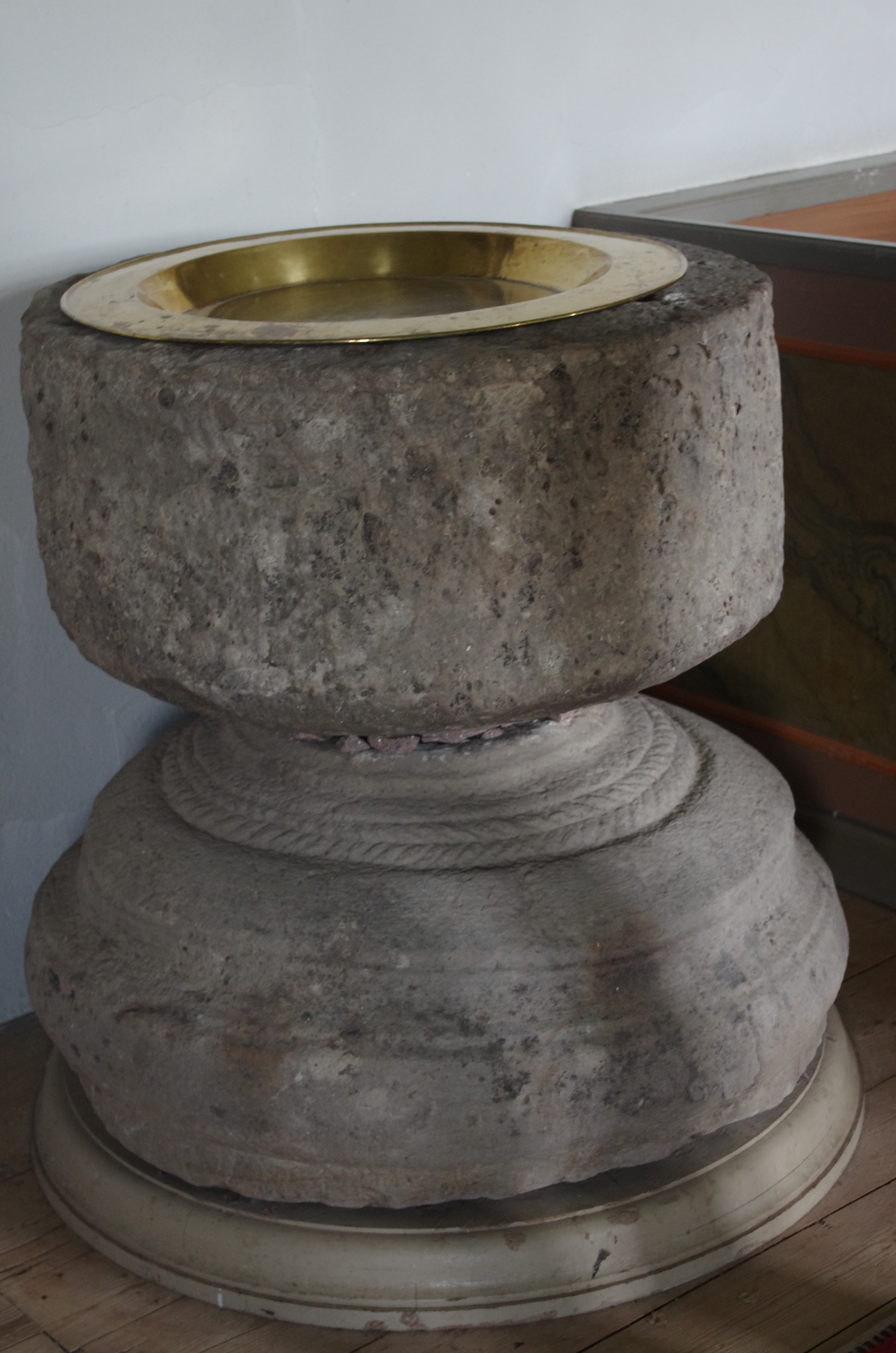
Dopfunt från 1100-talet.
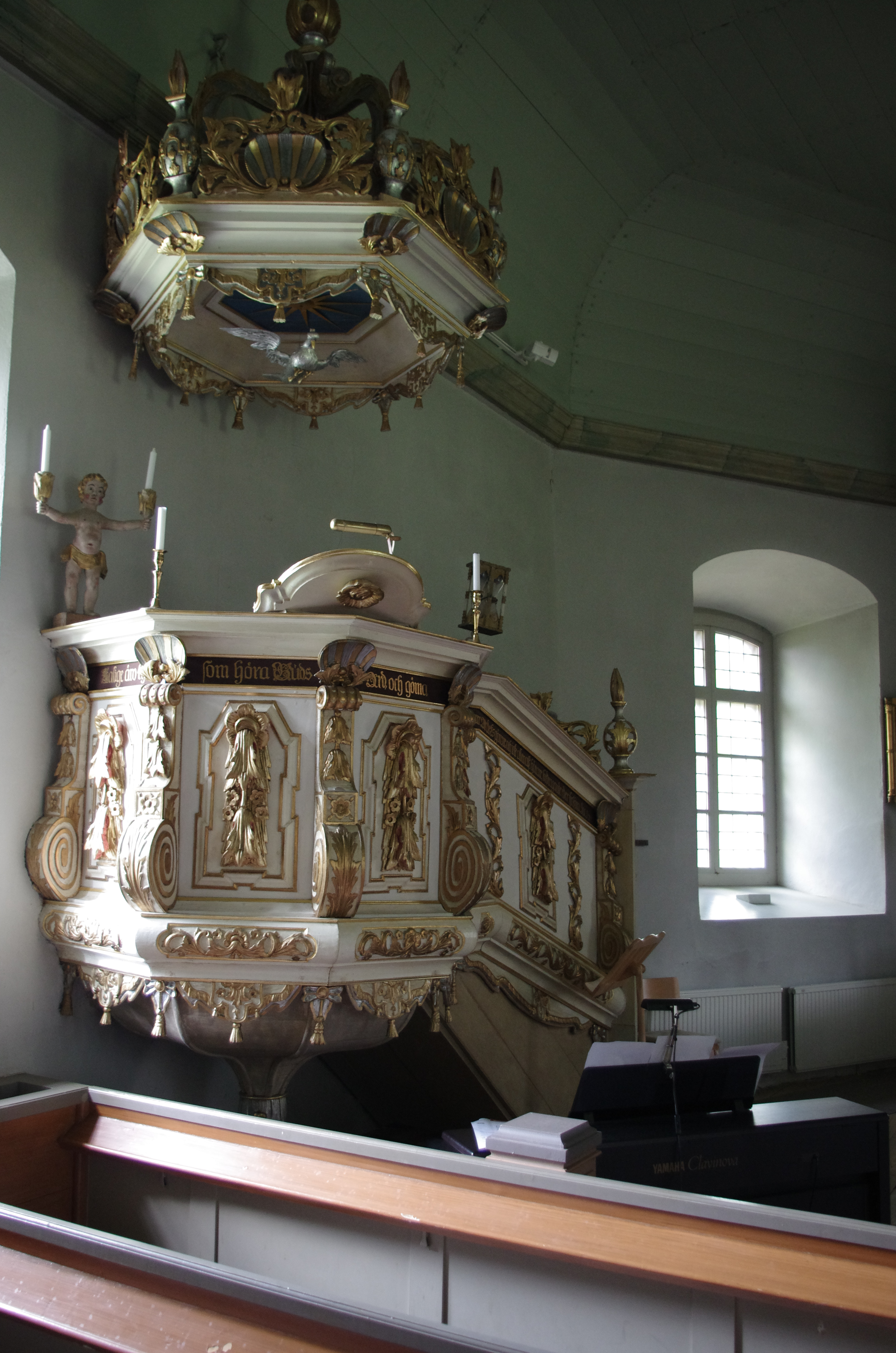
Predikstolen från 1776 av Johan Ullberg den yngre.
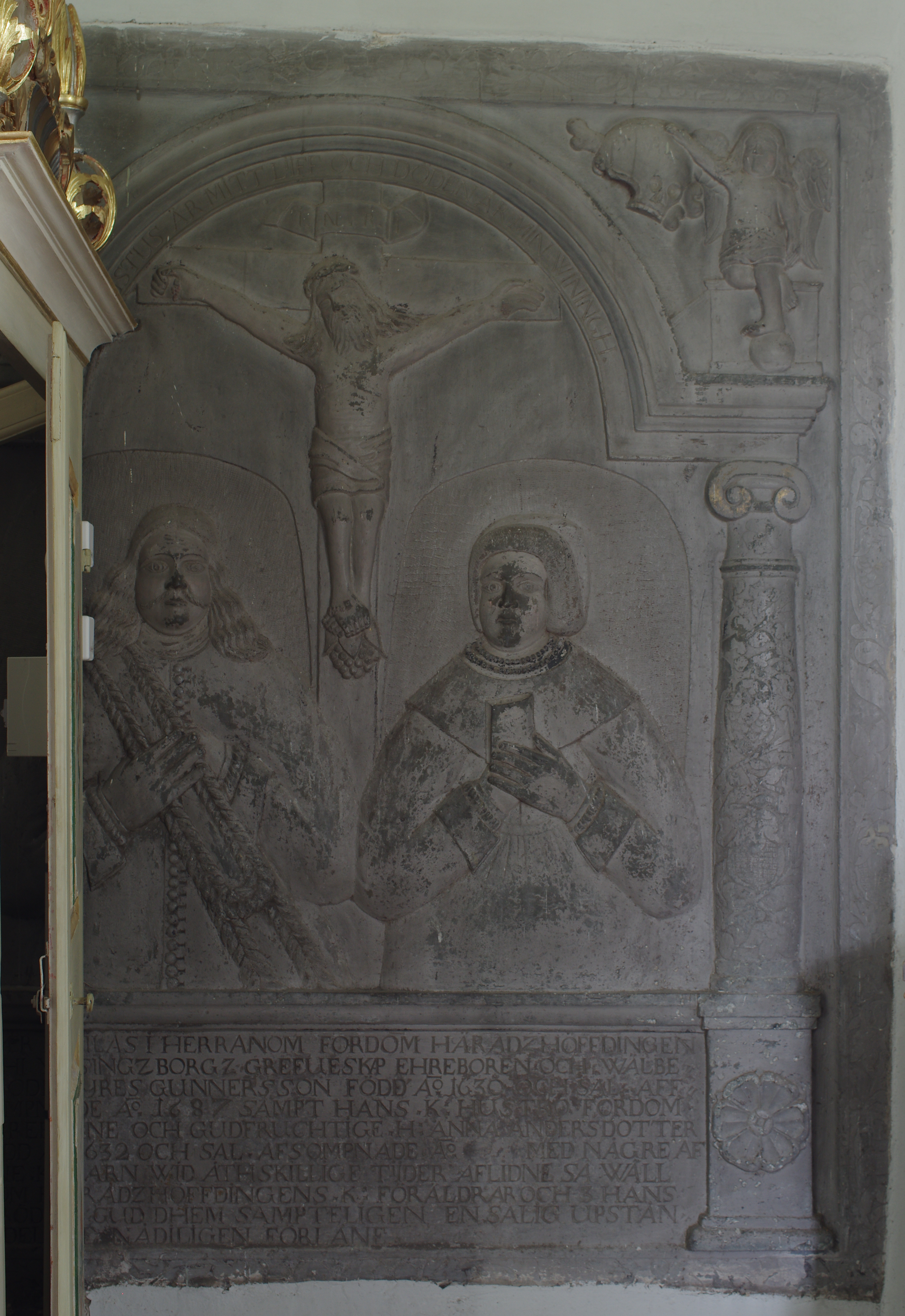
Gravhäll placerad vid predikstolen som föreställer den korsfäste Kristus och häradshövdingen Tyres Gunnarsson och hans hustru Anna Andersdotter Stille.
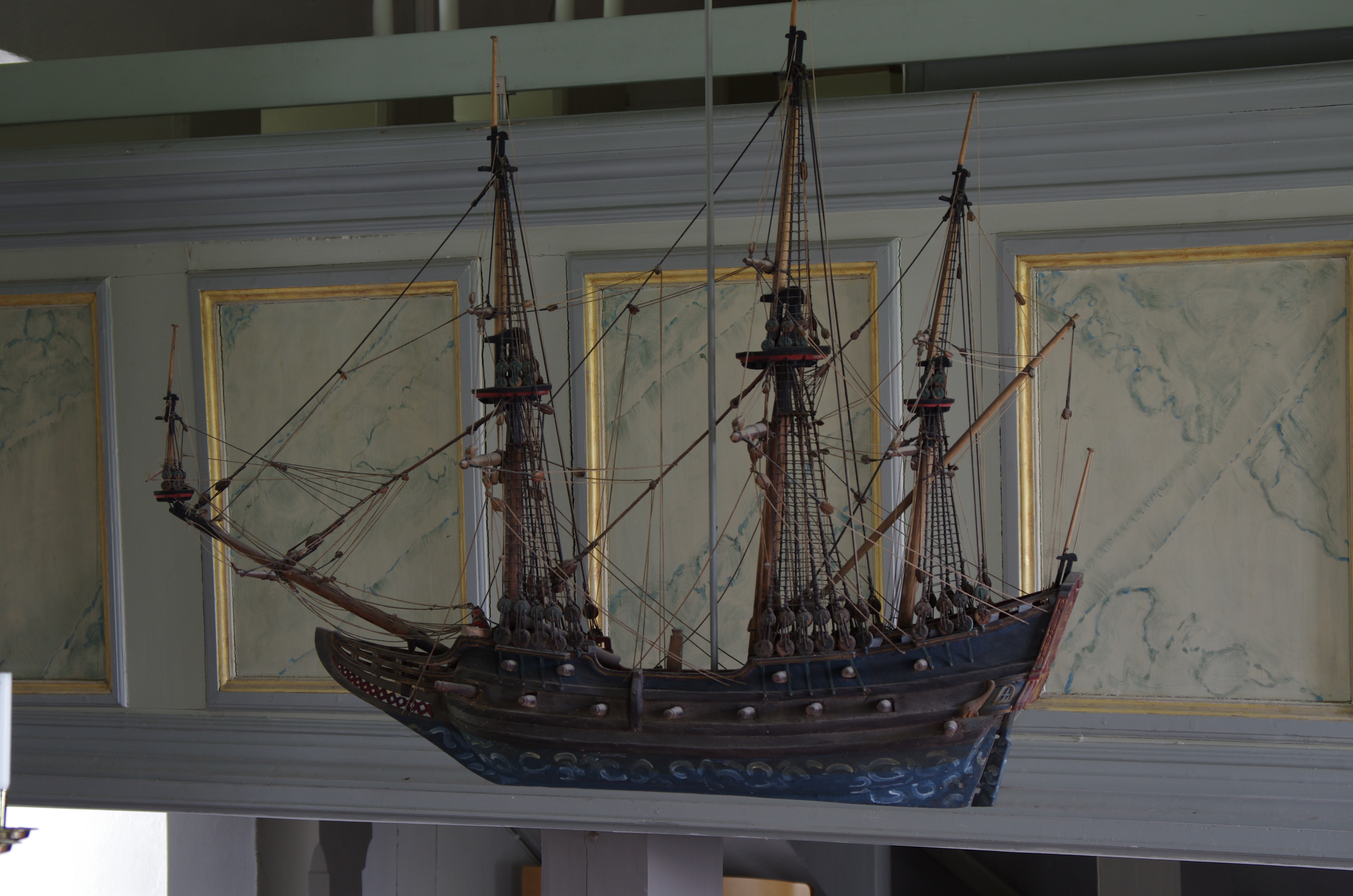
Votivskepp från slutet av 1600-talet.
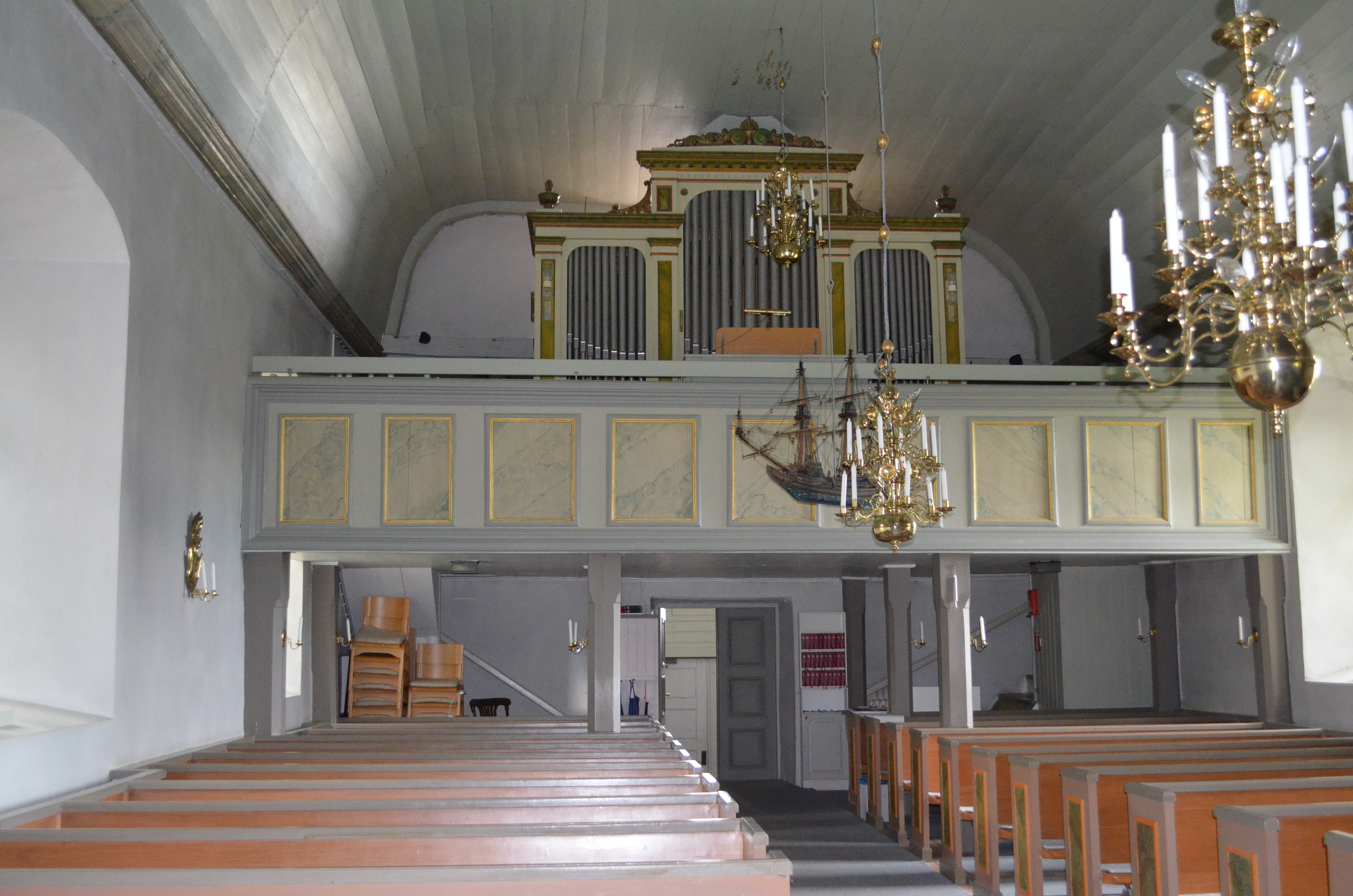
Velinga kyrkas orgelläktare
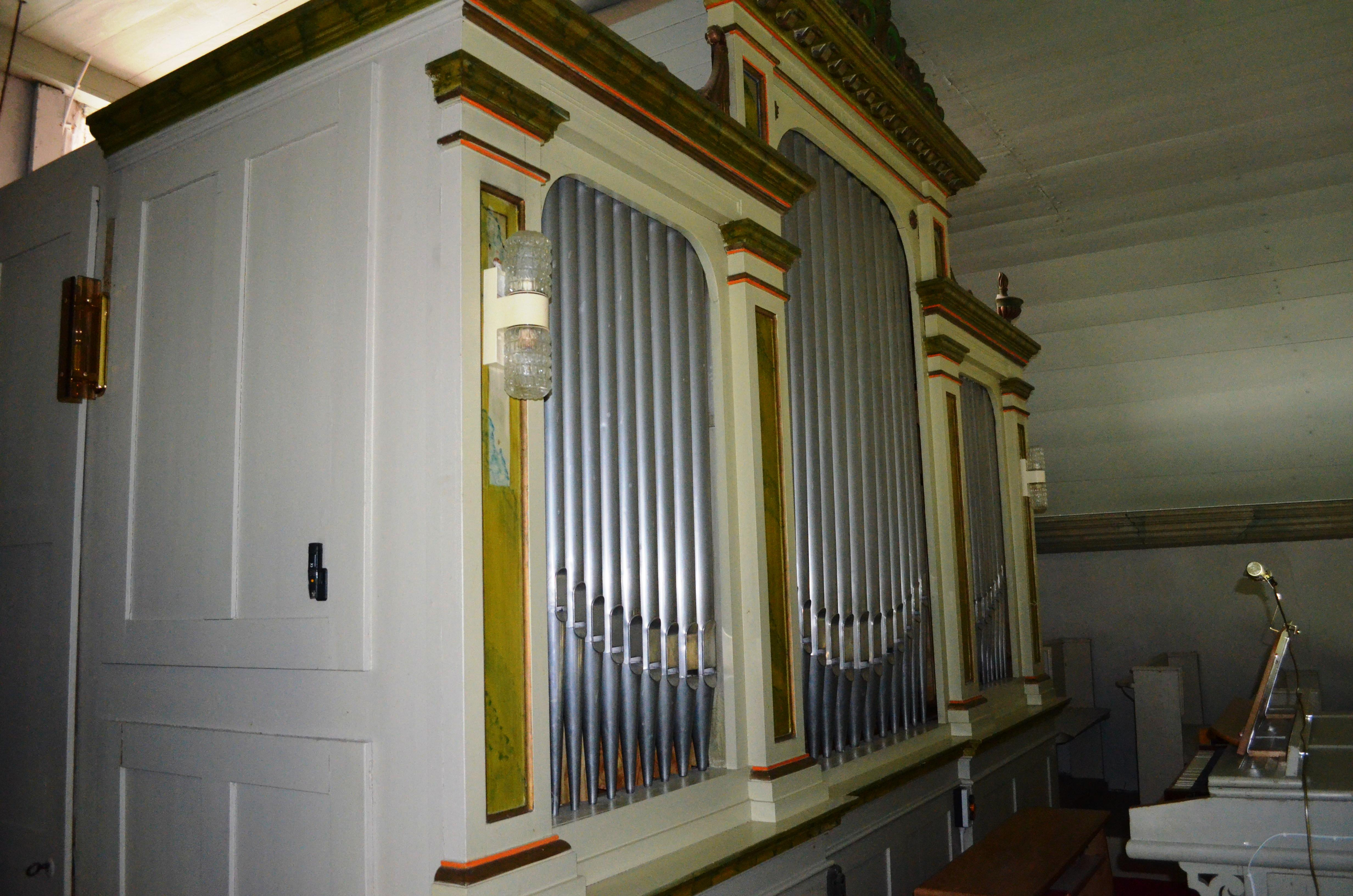
Velinga kyrkas kyrkorgel
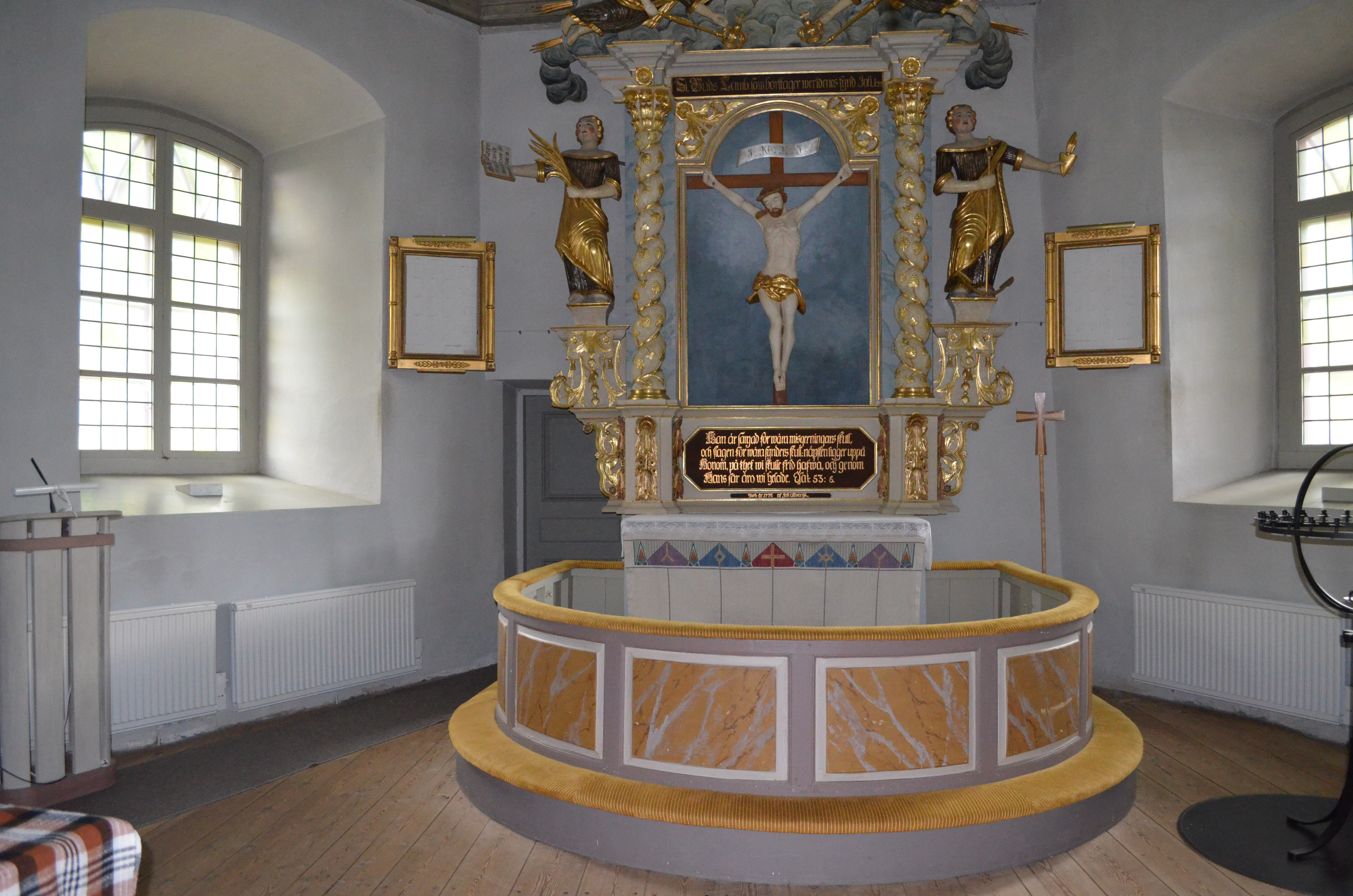
Velinga kyrkas altare